# Carlsbad (Teksas)
Carlsbad je naseljeno mjesto za statističke potrebe u američkoj saveznoj državi Teksas. Prema popisu stanovništva iz 2010. u njemu je živjelo 719 stanovnika.